# Archara typica
Archara typica är en insektsart som först beskrevs av William Lucas Distant 1911.  Archara typica ingår i släktet Archara och familjen Derbidae. Inga underarter finns listade i Catalogue of Life.